# Haferlschuh

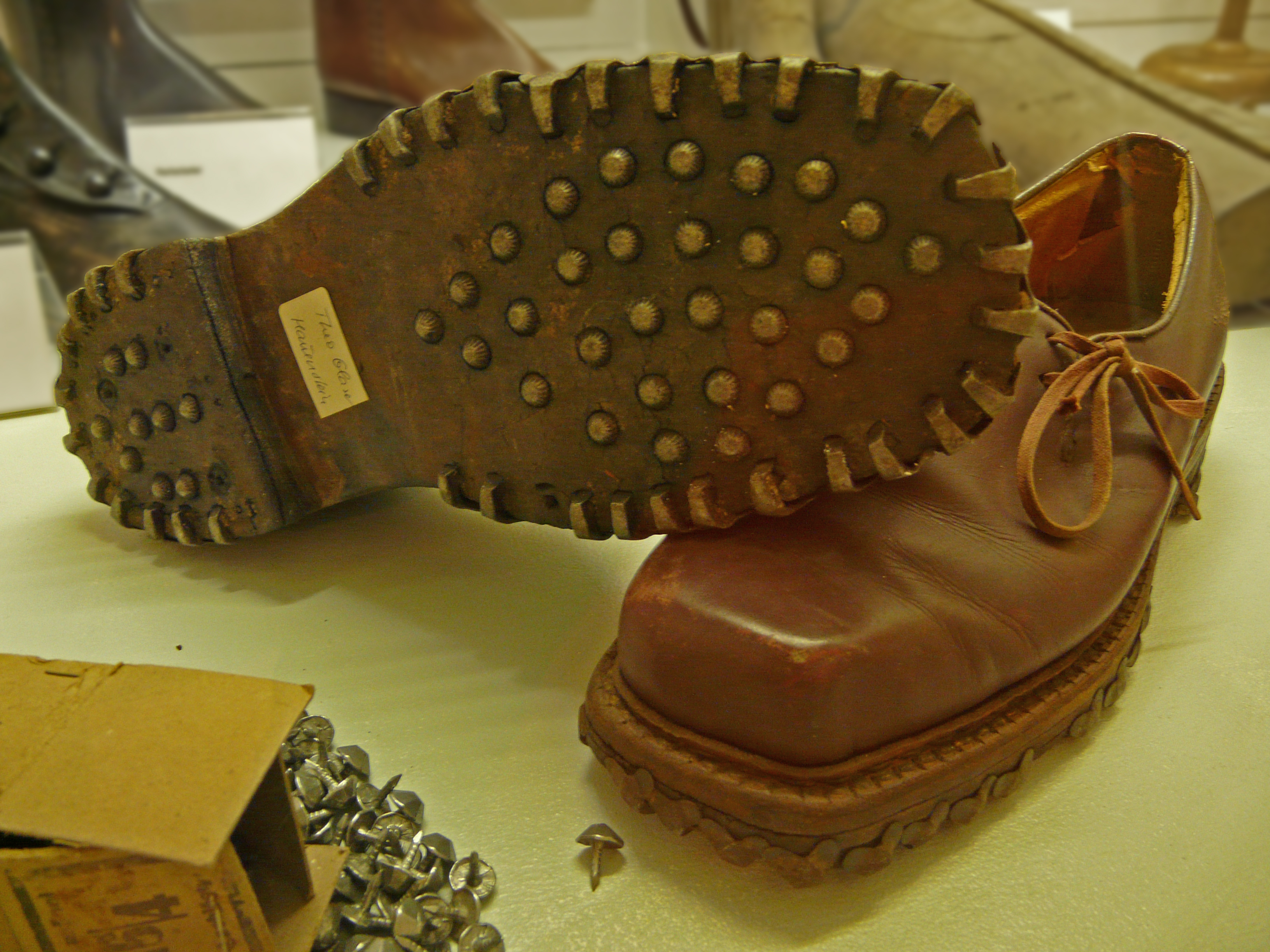
Haferlschuhe mit seitlicher Schnürung; Sohlen mit Krampen und Sohlennägeln beschlagen

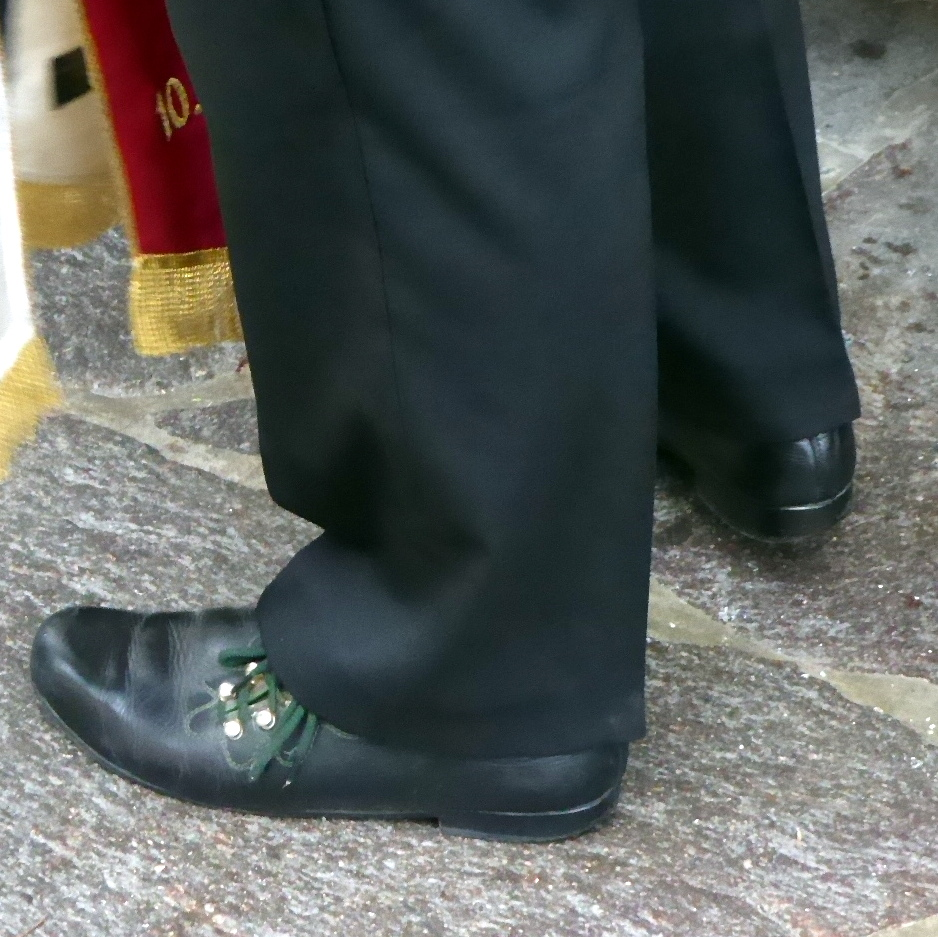
Haferlschuhe zur Tracht

Der Haferlschuh ist ein traditionelles Schuhmodell, das als Arbeitsschuhwerk der Bevölkerung der östlichen Alpenregionen gebräuchlich war und ist. In Bayern nennt man dieses Schuhmodell auch Bundschuh, in Österreich Schützenschuh. Der Haferlschuh ist zwar Teil vieler alpenländischer Trachten, aber auch ein ganz normaler Alltagsschuh.

## Geschichte
Bis ins Jahr 1803 trug die Allgäuer Landbevölkerung überwiegend Holzschuhe zur Arbeit. Das bewahrte zwar die Füße auf unwegsamem Waldwegen und nassen Almwiesen vor spitzen Steinen, rundum sicheren Halt gaben die hölzernen Sohlen aber nicht. Der Oberstdorfer Schuhmacher Franz Schratt entwickelte im Jahre 1803 den Haferlschuh aus Rindsleder, um daraus einen besseren Schuh für die Jäger und Bergbauern seiner Heimat zu bauen. Als Inspiration für den neuen Schuh diente ihm der Gamshuf: Eine schmale, untergezogene Sohle sollte dem neuen Schuh die Trittsicherheit einer Gämse des Hochgebirges verleihen, der seitliche Ausschnitt das Reiben an den Knöcheln verhindern und das steile Schiffchen auch beim Bergabgehen Druck von den Zehen fernhalten. Heraus kam ein Entwurf, der ebenso schlicht und zweckmäßig wie rustikal-elegant war. Schnell fand der neue Halbschuh aus der Werkstatt von Franz Schratt immer neue Träger und Liebhaber, bis zum Ende des 19. Jahrhunderts gab es im Allgäu rund 800 Schuster, die Haferlschuhe in Handarbeit herstellten. Der aufkommende Alpinismus machte Ende des 19. Jahrhunderts den Haferlschuh über das Allgäu hinaus bekannt. Zu dieser Zeit kamen vermehrt wohlhabende Wintersportler ins Allgäu, auch aus England und Skandinavien, die diesen außergewöhnlich geschnittenen Schuh der heimischen Bevölkerung entdeckten. In der britischen Gesellschaft trug man bis in die 1920er Jahre hauptsächlich knöchelhohe Stiefeletten und bezeichnete die Allgäuer Lederschuhe als half shoe (halbe Schuhe), worauf sich der Spitznamen „ha(l)ferl“ ableitete. Ab 1920 wurden die Haferlschuhe bei den Salzburger Festspiele in den vornehmen Kreisen hoffähig, weil englische Gäste, die während ihres Wintersporturlaubs vom Allgäu zur Festspielstadt reisten, ihre Haferlschuhe mitbrachten, um darin stilvoll am Fuße der Hohensalzburg zu flanieren. Die in Salzburg ansässigen Schuhmacher lernten die dekorativen Zwiegenähten mit der markanten Staublasche kennen und boten diese geschäftstüchtig auch aus der eigenen Werkstatt an. Der Haferlschuh wurde in Österreich schnell zum beliebten Schuh. Die schlichte, aber elegante Form des Haferlschuhs passte gut zur alpenländischen Tracht und hat sich seither im ganzen Alpen- und Voralpenland als Bestandteil des traditionellen Gewands fest etabliert. Haferlschuhe sind in verschiedenen Farben und Ausführungen erhältlich und werden als Alltags- und Freizeitschuhe getragen.

## Merkmale
Als typischer bayerischer Alltagsschuh gibt es den Haferlschuh in verschiedenen Ausführungen. So ist die oberbayerische Variante beispielsweise mit einer seitlichen Schnürung und die Allgäuer Version mit einer normalen Ristschnürung versehen. Die meisten modernen Haferlschuhe zeigen folgende Merkmale:
- Zwiegenähte[3]-Machart
- unter dem Knöchel tief ausgeschnittener Schaft
- Schuhspitze mit nach unten hin rechtwinkliger Schaftkante
- Schuhspitze aufgeworfen in Form eines Schiffsbugs (Schiffchen)
- Gummiprofilsohle
- starke Spitzensprengung
- hochgezogenes Fersenteil
- kein Schaftfutter

Höherwertige Trachten-Haferlschuhe haben überwiegend Ledersohlen, Modelle zum Schuhplatteln immer.